# Résolution 185 du Conseil de sécurité des Nations unies
Membres permanents
- Chine (Taïwan)
- États-Unis
- France
- Royaume-Uni
- URSS

Membres non permanents
- Brésil
- Ghana
- Maroc
- Norvège
- Philippines
- Venezuela

Résolution no 184 Résolution no 186
La Résolution 185 est une résolution du Conseil de sécurité de l'ONU votée le 16 décembre 1963 lors de la 1084e séance du Conseil de sécurité concernant le Kenya et qui recommande à l'Assemblée générale des Nations unies d'admettre ce pays comme nouveau membre.

## Vote
La résolution est approuvée à l'unanimité.

## Contexte historique
L'histoire coloniale du Kenya débute dès le VIIIe siècle avec l'établissement de colonies arabes et perses le long des côtes.
Au début du XVIe siècle arrivent, dans le sillage de Vasco de Gama, les Portugais dont la domination est éclipsée par celle des sultans d'Oman en 1698. Cependant, ces colonisations restent confinées à la côte du Zanguebar sans désirs d'exploration vers l'intérieur du continent ; le but étant le contrôle de la route maritime des Indes.
À la suite des explorateurs, comme Eduard Carl Oscar Theodor Schnitzer, la colonisation complète du Kenya débute par ce qui est un protectorat allemand sur ce qui est auparavant une partie des possessions du sultan de Zanzibar. En 1895, elle est cédée par Berlin au Royaume-Uni à la suite de l'arrivée dans l'intérieur des terres, en 1888, de la Compagnie britannique impériale d'Afrique de l'Est.
Le nouveau protectorat est appelé Afrique orientale britannique. En 1902, les colons blancs sont autorisés à accéder aux hautes plaines fertiles. Ces colons ont une influence dans le gouvernement avant même qu'il ne soit officiellement déclaré colonie de la Couronne en 1920, mais les Africains sont exclus de participation politique directe jusqu'en 1944.
D'octobre 1952 à décembre 1959, la rébellion Mau Mau combat la loi coloniale britannique. Les décideurs britanniques font alors participer de plus en plus des Africains aux processus gouvernementaux, afin de couper les rebelles de leur soutien. Les premières élections directes pour Africains au Conseil législatif ont lieu en 1957.
Bien que les Britanniques espèrent transmettre le pouvoir à un groupe modéré, c'est le Kenya African National Union (KANU) de Jomo Kenyatta, membre de la tribu des Kĩkũyũ et ancien prisonnier sous la loi martiale, qui forme le premier gouvernement peu après l'indépendance du pays le 12 décembre 1963. (Issu de l'article Kenya). Peu de temps après son indépendance, le Kenya est admis aux Nations unies.

## Texte
- Résolution 185 Sur fr.wikisource.org
- Résolution 185 Sur en.wikisource.org